# Edmond Hamilton
Edmond Moore Hamilton (ur. 21 października 1904, zm. 1 lutego 1977) – pisarz science fiction. Urodzony w Youngstown, w stanie Ohio, USA. Wychowywał się w New Castle, w stanie Pensylwania.

## Twórczość

### Powieści
- Skarb na Oberonie
- Władcy gwiazd
- The Time Rider
- Outside the Universe
- Crashing Suns
- The Haunted Stars
- A Yank at Valhalla
- The Star Kings
- City at the World's End

### Zbiory opowiadań
- The Horror on the Asteroid
- The Vampire Master
- What It's Like Out There? and Other Stories
- The Best of Edmund Hamilton
- Stark and the Star Kings

### Opowiadania
- Jak tam jest?
- The Monster-God of Marmuth
- Człowiek, który zobaczył przyszłość (The MAN who SAW the FUTURE, 1930) tekst online (2012), przekład: Ireneusz Dybczyński.